# Minoru Kano
Minoru Kano fue un escultor japonés, residente en Francia, nacido el 25 de abril de 1930 en Tokio y fallecido el 12 de febrero de 2007 en París

## Datos biográficos
Nacido en la ciudad de Tokio el 25 de abril de 1930
Tras una infancia marcada por la Segunda Guerra Mundial , en 1949, ingresó en la Universidad Nacional de las Artes de su ciudad natal.
En 1954 obtuvo el Premio de la Joven Escultura de Tokio.
En 1957 , gracias a una beca de estudios del gobierno francés, se instala en París: En la capital de Francia asiste al taller de Janiot en la Escuela nacional de las bellas artes.
En 1958 asiste al taller de Ossip Zadkine en la Academia de la Gran Chaumière de París.

Durante el periodo comprendido entre los años 1959 y 1964 se dedicó al estudio del Arte románico. Fruto de este estudio es la realización de la reproducción en piedra a tamaño monumental de la famosa "Eva de la catedral de Autun" -en francés: Éve d'Autun - de Gislebertus.

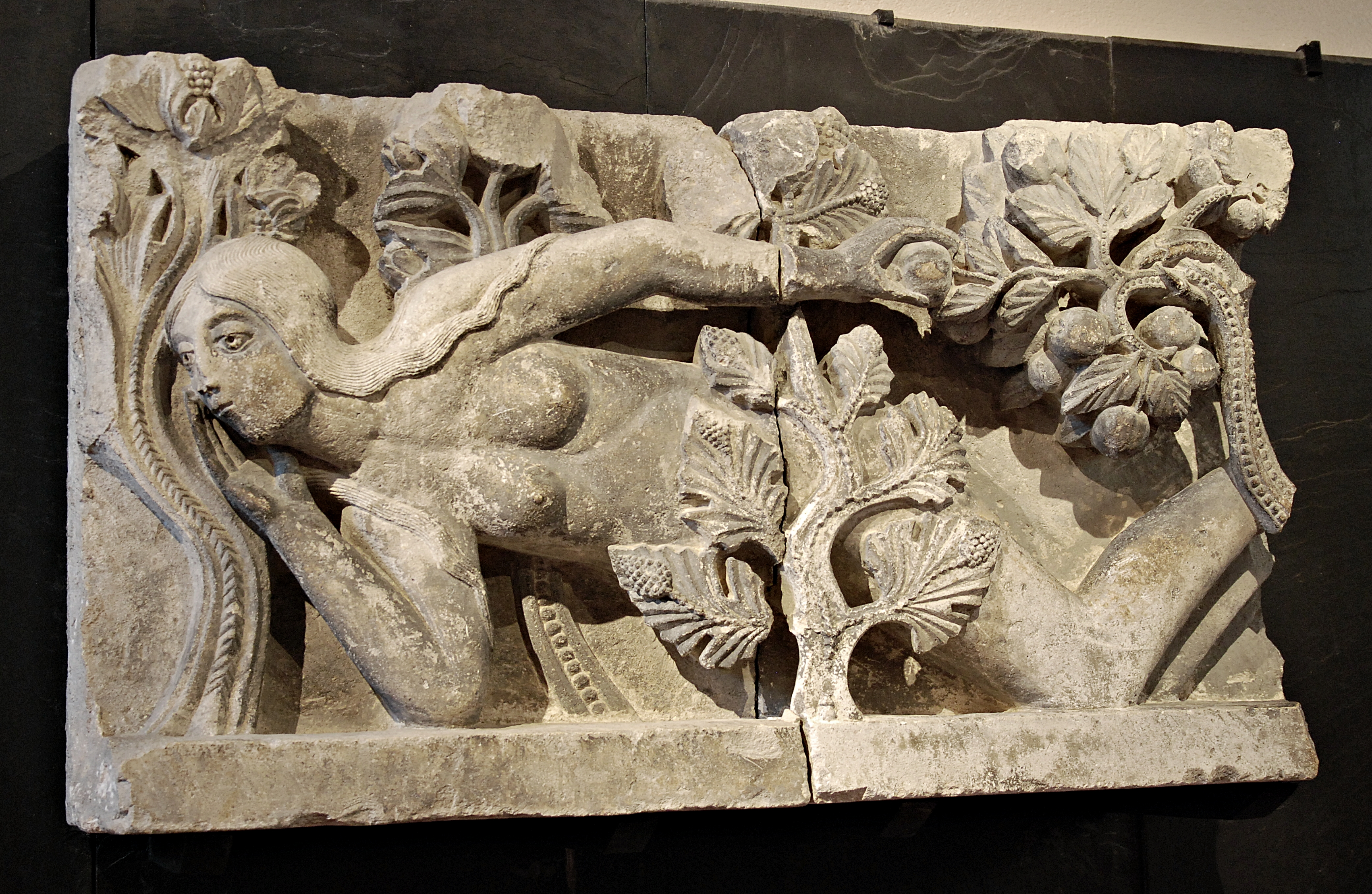
La Eva de Autun, que sirvió de inspiración a Minoru Kano

A partir de 1964 abandonó el mármol y la piedra , trabajando desde entonces en epoxy, compuesto a base de resinas.
En el año 1973, participó en el symposium de escultura del bosque de Sénart en la región de Brie.
En 1992 realizó para la Unesco el galardón del "Premio para la promoción del Arte" . A partir de ese momento trabajó exclusivamente con madera contrachapada.
Falleció el 12 de febrero de 2007 a los 76 años (hace 18 años).